# Boston Opera House
La Boston Opera House, nota anche come Citizens Bank Opera House, è un luogo di arti dello spettacolo e sport elettronici situato al 539 di Washington St. a Boston, Massachusetts. Era stato originariamente costruito come B.F. Keith Memorial Theatre, un palazzo del cinema nella catena Keith-Albee. La catena divenne parte della RKO quando fu fondata poco prima che il teatro aprisse il 29 ottobre 1928, ed era anche conosciuta come RKO Keith's Theater. Dopo aver operato per più di 50 anni come sala cinematografica, è stata ridedicata nel 1980 come sede dell'Opera Company of Boston, che si è esibita lì fino alla chiusura della compagnia nel 1990 a causa di problemi finanziari. Il teatro è stato riaperto nel 2004 dopo un importante restauro, funge da sede del Boston Ballet e ospita anche spettacoli di Broadway in tournée. Il teatro funge da arena di casa della Boston Uprising of the Overwatch League.

## Storia

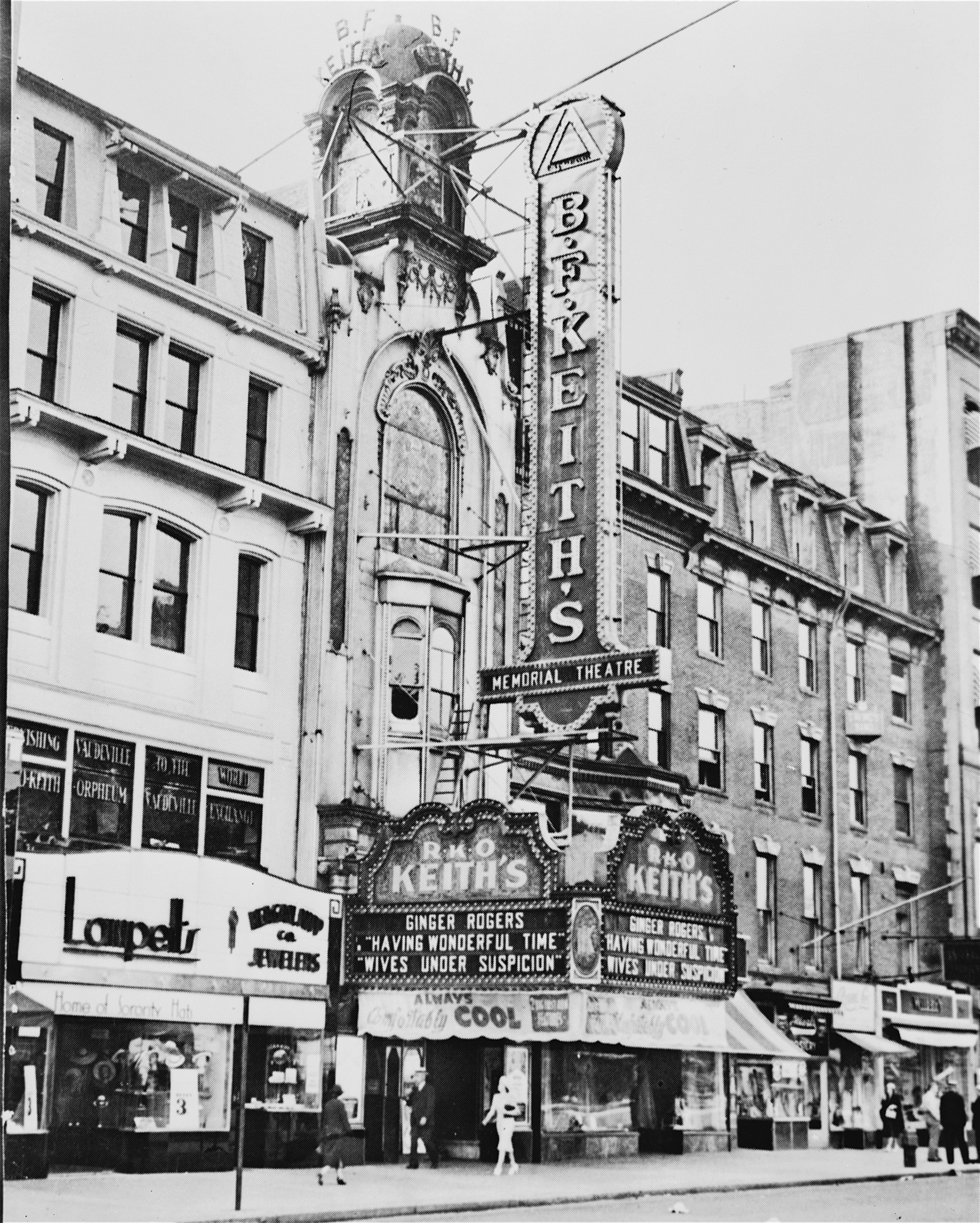
L'ingresso di Tremont Street dell'RKO Keith's Memorial Theatre (1938)

La Boston Opera House era stata originariamente progettata come B.F. Keith Memorial Theatre, un sontuoso cinema della catena Keith-Albee. Il Keith's Memorial è stato uno dei progetti più elaborati del famoso architetto teatrale Thomas W. Lamb. Era dedicato al pioniere del vaudeville Benjamin Franklin Keith. Il 23 ottobre 1928, poco prima dell'apertura del teatro, fu costituita la compagnia Radio-Keith-Orpheum (RKO) che divenne proprietaria del teatro. Il teatro aprì il 29 ottobre 1928, presentando film in prima visione insieme a vaudeville dal vivo. Nel 1929 il teatro si era convertito alla proiezione di soli film ed è rimasto una delle principali vetrine cinematografiche di Boston negli anni '50. Divenne noto come RKO Keith's, e aveva una segnaletica che diceva sia "B.F. Keith's" che "RKO Keith's" (vedi la foto del 1938 mostrata a destra).
Nel 1965 la compagnia Sack Theatres acquisì il teatro e lo ribattezzò Savoy Theatre. Successivamente la Sack aggiunse un secondo cinema più piccolo nello spazio scenico del teatro, separato dall'auditorium originale da una parete in muratura costruita attraverso il boccascena.
Nel 1980, dopo la chiusura come cinema, il teatro divenne la sede della Opera Company of Boston della regista lirica Sarah Caldwell e fu ribattezzata Boston Opera House. Il teatro fu acquistato e ristrutturato dalla compagnia d'opera con l'aiuto della mecenate delle arti di Boston Susan Timken. Dopo un decennio di produzioni operistiche presso il teatro, la compagnia della Caldwell si disfece a causa di problemi finanziari nel 1991. Avendo precedentemente prodotto opere liriche dal 1958 in teatri in affitto, la compagnia non era finanziariamente preparata a far fronte ai notevoli costi di manutenzione del grande teatro che aveva precedentemente mal mantenuto per decenni. Il fallimento della compagnia lasciò il teatro al buio e senza fondi per mantenerlo.
Non riscaldato, l'edificio è caduto in preda a ingenti danni causati dall'acqua, danneggiando gravemente l'impianto elettrico e l'intonaco decorativo interno dell'auditorium. I costumi dell'azienda, raccolti per decenni e conservati sotto il tetto danneggiato, andarono perduti. Nel 1996, l'ex compagnia d'opera ha ceduto la proprietà dell'edificio.
Il sindaco Thomas Menino, con l'aiuto del senatore Edward Kennedy (il cui padre, Joseph, era stato il primo proprietario), contribuì a ottenere lo status di punto di riferimento del teatro nel 1999 attraverso la Boston Landmark Commission. Dopo una serie di proposte di sviluppo fallite o ritardate, la Clear Channel Company accettò di rinnovare il teatro. La necessità di ampliare la scena trapezoidale del teatro nella strada tra gli edifici, provocò una lite giudiziaria pluriennale con il vicino edificio condominiale Tremont on the Commons, le cui preoccupazioni sulla sicurezza antincendio furono alla fine superate con la persuasione del sindaco Menino.
La comunità lirica di Boston accolse con favore gli sforzi del sindaco Menino e di Clear Channel per ristrutturare il Teatro dell'Opera e l'interno danneggiato fu restaurato con una costo di 38 milioni di dollari. Riaprì il 16 luglio 2004, con la produzione di Broadway di The Lion King. Clear Channel ha tenuto il teatro storico impegnato e attivo con lunghi spettacoli di musical di Broadway e concerti pop. Mentre il suo accordo con la città prevedeva una clausola secondo cui l'opera doveva essere prodotta almeno due settimane all'anno, nessuna compagnia d'opera è ancora tornata per fare del Teatro dell'Opera la sua sede.
L'attuale proprietario del teatro è Boston Opera House Ventures, LLC, una partnership degli uomini d'affari locali di Boston Don Law e David Mugar. I suoi inquilini principali sono Broadway Across America, Boston Uprising e il Boston Ballet. Sede della produzione annuale di Lo schiaccianoci del Boston Ballet dal 2005, il teatro diventò la sede permanente della compagnia nel 2009.

## Altri inquilini
- Boston Uprising (Overwatch League)[2]
- Boston Ballet
- Broadway Across America a Boston